# Kirche zum Heiligen Franziskus (Wels)

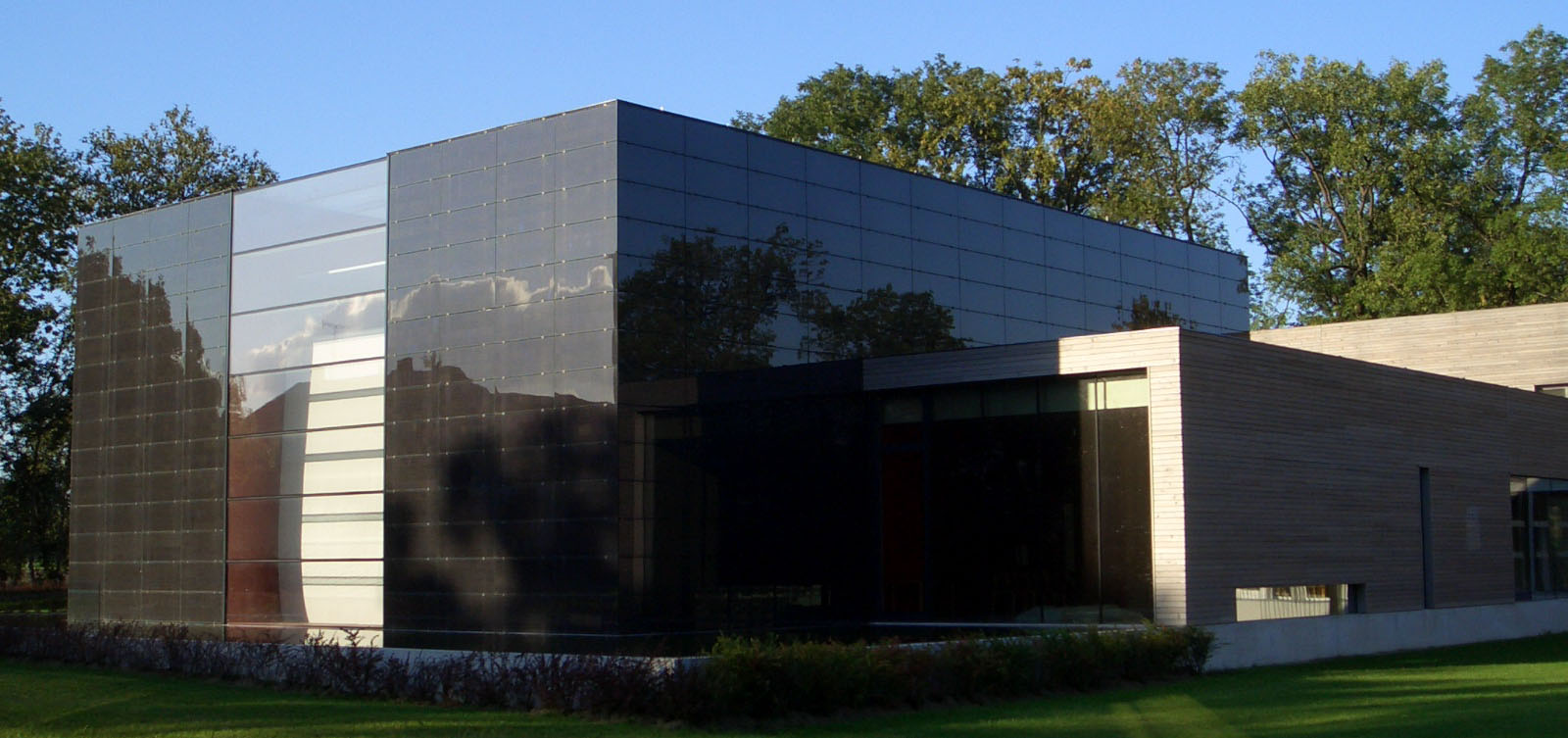
Katholische Pfarrkirche hl. Franziskus in Wels

Die römisch-katholische Pfarrkirche Wels-St. Franziskus steht im Stadtbezirk Vogelweide im Stadtteil Laahen in der Stadtgemeinde Wels in Oberösterreich. Die dem Patrozinium des Heiligen Franz von Assisi unterstellte Pfarrkirche gehört zum Dekanat Wels der Diözese Linz.

## Geschichte
Das Seelsorgezentrum als längliches Haus mit Büros, Wohnungen und Jugendräumen nach den Plänen des Architekten Georg Kirchweger wurde von 1997 bis 1998 von der Pfarrgemeinde in Eigenregie erbaut.
Auf Grund von Platzmangel wurde ein Architekturwettbewerb ausgeschrieben, welchen die Welser Architekten Maximilian Luger und Franz Maul gewannen. Das bestehende Seelsorgezentrum wurde und mit einer Zwischen- und Eingangszone und einer Kirche von 2003 bis 2004 erweitert. Die erste Messfeier in der Kirche wurde am 24. Dezember 2024 gehalten. Diözesanbischof Maximilian Aichern weihte die Kirche am 29. Mai 2005.

## Architektur
Die Naturverbundenheit des Namenspatrons der Kirche, des hl. Franz von Assisi, wurde zum Motto des Entwurfes der Architekten. Die Planung berücksichtigte ökologische, energietechnische und baubiologische Ausarbeitungen. Die Wärmedämmung entspricht einem Passivhaus.
Im Bereich der Eingangszone steht ein filigraner Campanile als schlanke 15 m hohe Holzstahlfachwerkskonstruktion mit mehreren 6 bis 9 m langen abgehängten Aluminiumrohren. Das Geläut konzipierte der Komponist Christoph Herndler.
Der Kirchenbesucher betritt durch einen verglasten Windfang ein großzügiges wandhoch verglastes Foyer und danach einen multifunktionalen Kirchensaal. Für große Veranstaltungen kann die Holztrennwand geöffnet werden und damit der Kirchensaal zum Foyer erweitert werden.
Der streng symmetrische Kirchensaal wird durch eine rote Paneelvertäfelung der Wände und durch einen in der Symmetrieachse gelegenen Oberlichtglaswinkel in der Decke bestimmt. Der Oberlichtglaswinkel ist zu einem außen vorgelagerten Wasserbecken hin ausgebildet und zieht quasi die Natur direkt in den Kirchensaal.
Die dem Kirchensaal angegliederte Wochentagskapelle wurde an den Wänden und an der Decke mit grau gestrichenen Holzpaneelen ausgeführt, auch der Boden ist ein graueinfärbter Estrich. Ausgenommen ist die Stirnwand als Glasfront. Zwischen der Kapelle und dem Foyer befindet sich ein kleiner Innenhof als Garten.

## Einrichtung
Altar und Ambo wurde von den Architekten geplant. Das „Altarkreuz“ ist ein Ast aus der italienischen Stadt Assisi.